# Wu Aiying
Wu Aiying, née en 1951 dans le xian de Changle (Shandong, Chine), est une femme politique chinoise. Elle est ministre de la Justice entre 2005 et 2017.

## Biographie

### Études
Elle étudie à l’université du Shandong entre 1971 et 1973.

### Carrière politique
Entre 2002 et 2004, elle est présidente du comité du Parti de la province du Shandong.
Elle devient ministre de la Justice en 2005. Elle est députée suppléante du 16e comité central du Parti et députée lors du 17e.

## Sources
- (en) Cet article est partiellement ou en totalité issu de l’article de Wikipédia en anglais intitulé « Wu Aiying » (voir la liste des auteurs).